# TT57
| N28 · a | m | F4 · t · Z1 |

| N28 · a | m | F4 · t · Z1 |

| M · a | F18 · Y1 |

| M · a | F18 · Y1 |

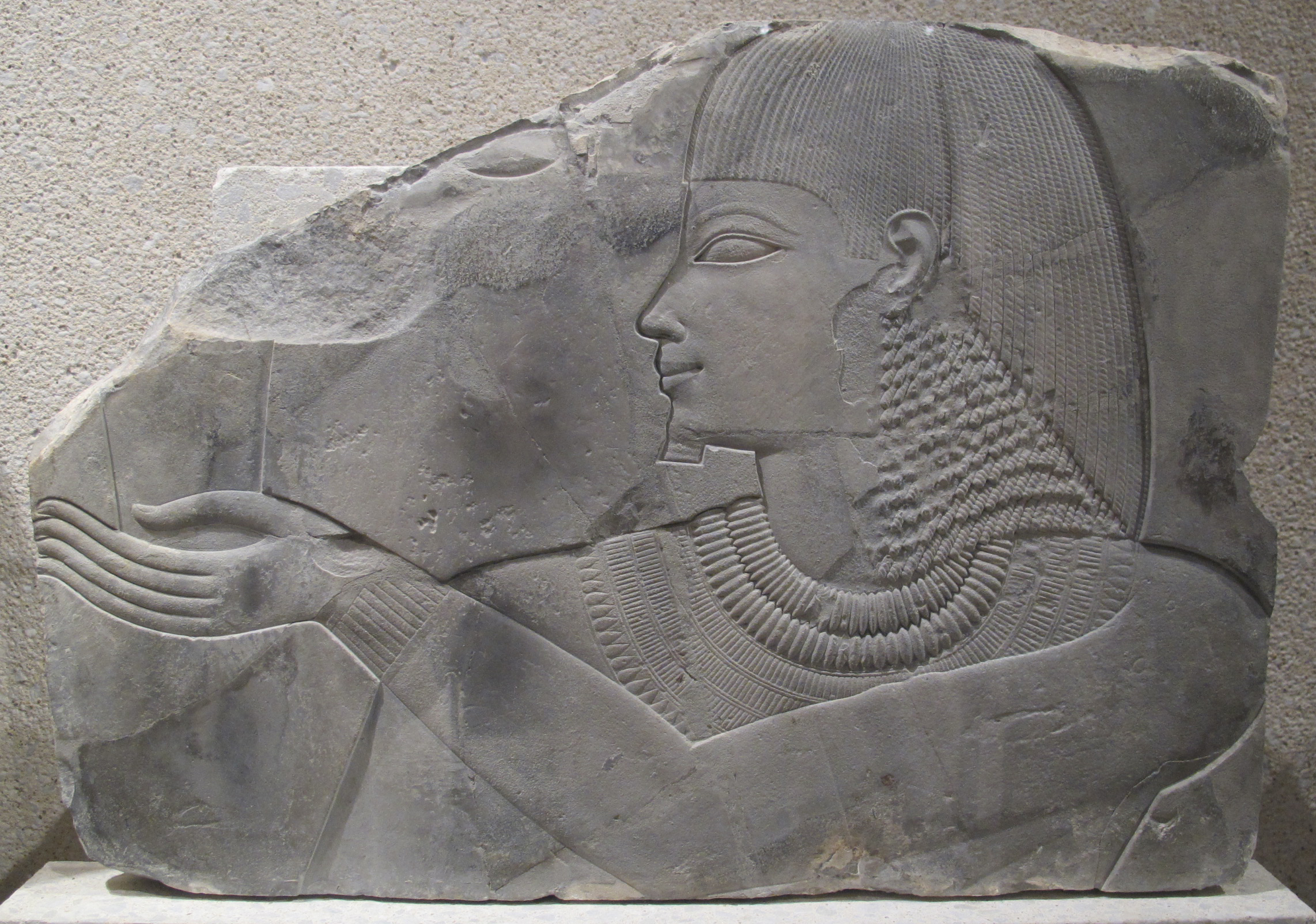
Rilievo dalla tomba TT57

TT57 (Theban Tomb 57) è la sigla che identifica una delle Tombe dei Nobili ubicate nell’area della cosiddetta Necropoli Tebana, sulla sponda occidentale del Nilo dinanzi alla città di Luxor, in Egitto. Destinata a sepolture di nobili e funzionari connessi alle case regnanti, specie del Nuovo Regno, l'area venne sfruttata, come necropoli, fin dall'Antico Regno e, successivamente, sino al periodo Saitico (con la XXVI dinastia) e Tolemaico.

## Titolare
TT57 Era la tomba di:
| Titolare                   | Titolo                                         | Necropoli           | Dinastia/Periodo                                         | Note                                          |
| -------------------------- | ---------------------------------------------- | ------------------- | -------------------------------------------------------- | --------------------------------------------- |
| Khaemhat, detto anche Mahu | Supervisore ai granai dell'Alto e Basso Egitto | Sheikh Abd el-Qurna | XVIII dinastia (Amenhotep III, dopo l'anno 30° di regno) | nella piana, a poca distanza a sud dalla TT55 |

## Biografia
Khaemhat Scriba reale e Supervisore ai granai delle Due Terre, ebbe per moglie Tiyi.

## La tomba

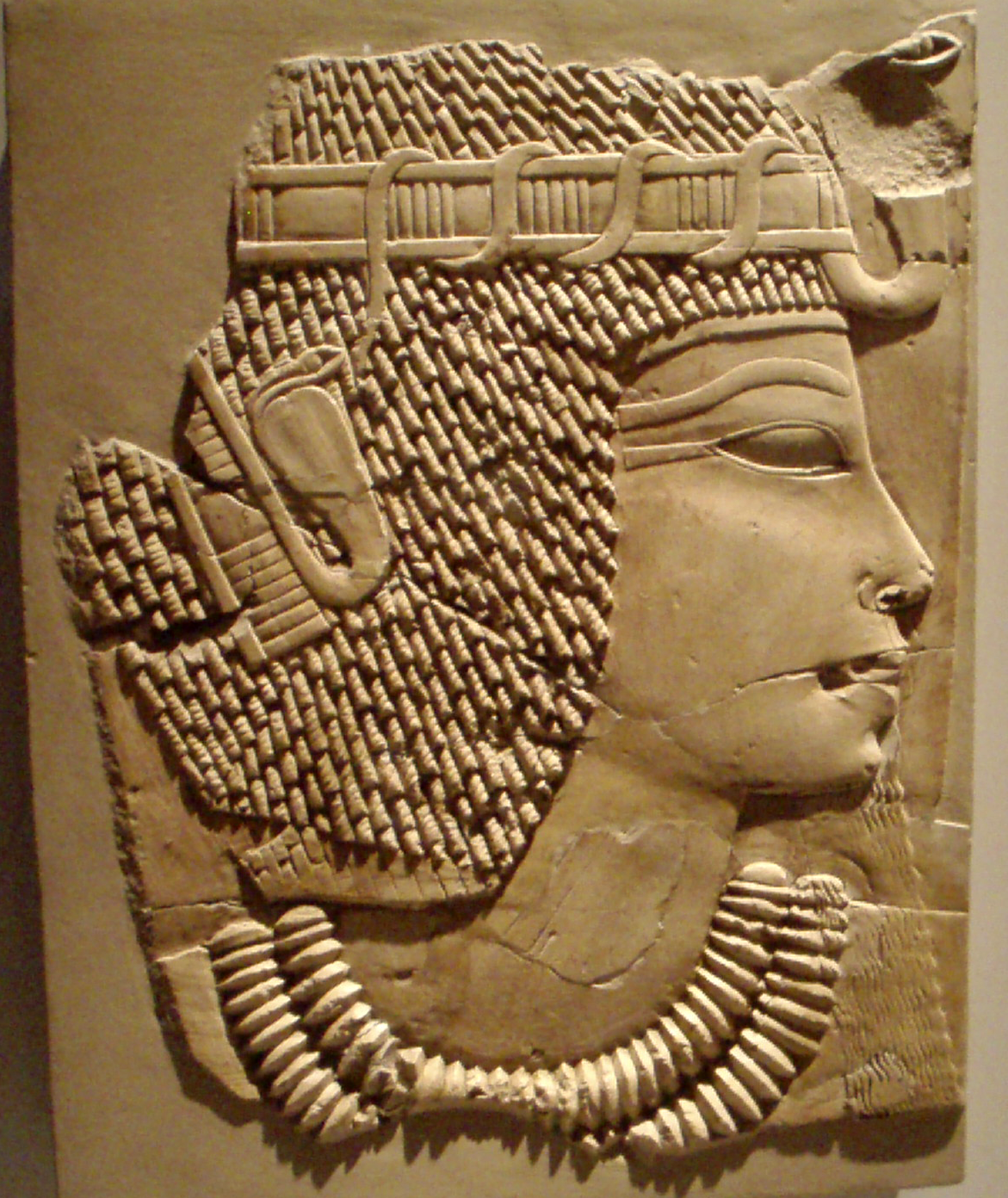
Rilievo di Amenhotep III dalla TT57

TT57 si sviluppa a partire da un cortile, cui si accede per il tramite di una scala, in cui si aprono gli accessi alle tombe TT102 e TT126. Nel cortile, una stele (1 in planimetria) risale alla XIX dinastia e rappresenta Suemmerenhor, Custode, che offre libagioni a Osiride. Un'altra stele (2) vede il defunto Khaemhat che offre libagioni; sulla parete oltre l'ingresso alla tomba (5-6) inni sacri e il defunto assiso, il defunto (3) che purifica uno scrigno contenente quattro divinità femminili e i quattro figli di Horus protettori dei vasi canopici che sono rappresentati in basso unitamente agli strumenti per la cerimonia di apertura della bocca. Un breve corridoio, sulle cui pareti (6) cui il defunto offre libagioni a Ra, dà accesso a una sala trasversale, struttura tipica di analoghe sepolture a "T" capovolta della XVIII dinastia, con dipinti parietali del defunto in offertorio a Ra-Horakhti (7-8) e alla dea Thermutis. Scene di trasporto fluviale (9), di scarico dei prodotti e di vendita degli stessi ad un mercato; in una nicchia (10) le statue del defunto, Khaemhat, e di Imhotep, Scriba reale; tra i due la moglie del defunto, Tiyi. Sulle pareti della nicchia, litanie liturgiche ed elenchi delle offerte, elenchi che si ripetono altre volte sulle stesse pareti. In altre scene il defunto assiste al censimento del bestiame (11), alla presenza del re Amenhotep III assiso sotto un padiglione, con una sfinge che uccide alcuni nemici del Paese rappresentati sui braccioli e sui fianchi del trono. In altre scene (12-13), il defunto supervisiona personale che contabilizza il raccolto ed attende alcuni carri, tirati da cavalli o da muli, per il trasporto del materiale; poco discosto, scene di agricoltura, abbattimento di alberi e vagliatura del grano.
Un altro corridoio (16), sulle cui pareti è rappresentato il defunto in offertorio di Osiride, Iside e Nefti, consente l'accesso a una camera con processioni funebri (17-18-19) dinanzi alla dea dell'Occidente (Hathor); alcune scene (20), molto danneggiate, sembrano far riferimento a rituali di purificazione svolti da preti. In altre scene (21-22), il defunto partecipa a lavori nei campi di Aaru; sono presenti inoltre brani del Libro dei morti mentre la statua di Khaemhat viene purificata da sacerdoti. Un altro breve corridoio (23) ancora, in cui il defunto, inginocchiato, è rappresentato accanto a testi del Libro dei morti, dà accesso ad un secondo corridoio trasversale con statue di Khaemhat (indicato stavolta come Mahu) e della moglie, nonché testi liturgici e liste di offerte. Una nicchia (24) contiene le statue del defunto e di una donna; altra nicchia, sulla parete opposta un'altra nicchia (26) ospita il defunto (indicato come Mahu) e la moglie; una terza nicchia (28) contiene, nuovamente, le statue di Khaemhat e Imhotep, Scriba reale, con Tiyi, moglie del defunto, tra i due; sulle pareti laterali (25-27) ancora elenchi delle offerte e testi liturgici.
Nella tomba vennero rinvenuti i frammenti di una testa, in diorite, e un rilievo, in calcare, del defunto (oggi al Berliner Museen).

### Annotazioni
1. ↑  La numerazione dei locali e delle pareti segue quella di Porter e Moss 1927, pp. 113-119.
2. ↑  La prima numerazione delle tombe, dalla numero 1 alla 253, risale al 1913 con l’edizione del "Topographical Catalogue of the Private Tombs of Thebes" di Alan Gardiner e Arthur Weigall. Le tombe erano numerate in ordine di scoperta e non geografico; ugualmente in ordine cronologico di scoperta sono le tombe dalla 253 in poi.
3. ↑  I campi della Duat, ovvero l'aldilà egizio, si trovavano, secondo le credenze, proprio sulla riva occidentale del grande fiume.
4. ↑  Nella sua epoca di utilizzo, l'area era nota come "Quella di fronte al suo Signore" (con riferimento alla riva orientale, dove si trovavano le strutture dei Palazzi di residenza dei re e i templi dei principali dei) o, più semplicemente, "Occidente di Tebe".
5. ↑  le Tombe dei Nobili, benché raggruppate in un'unica area, sono di fatto distribuite su più necropoli distinte.
6. ↑  Le note, sovente di inquadramento topografico della tomba, sono tratte dal "Topographical Catalogue" di Gardiner e Weigall, ed. 1913 e fanno perciò riferimento alla situazione dell'epoca.

### Fonti
1. 1 2  Porter e Moss 1927,  pp. 113-119.
2. ↑  Gardiner e Weigall 1913.
3. ↑  Donadoni 1999,  p. 115.
4. ↑  Gardiner e Weigall 1913, pp. 20-21.
5. ↑  Porter e Moss 1927,  pp. 114-115.
6. ↑  Porter e Moss 1927,  p. 114.
7. ↑  Porter e Moss 1927,  p. 116.
8. ↑  Porter e Moss 1927,  pp. 117-118.
9. ↑  Porter e Moss 1927,  pp. 118-119.